# HvA Volleybal
Hogeschool van Amsterdam Volleybal is een volleybalvereniging in Amsterdam, waarin jonge Nederlandse volleybaltalenten spelen. Het project is opgestart in samenwerking met de NeVoBo en de Hogeschool van Amsterdam. Ieder seizoen, verlaten drie toptalenten de club, naar andere A-League ploegen, waarvan minimaal één in het Nederlands herenteam uit komt. In ruil daarvoor, komen ieder seizoen 3 toptalenten, gescout door de bond, ervoor terug in de selectie. Door de samenwerking met de hogeschool, kunnen de spelers tegelijk blijven studeren en topsporten.

## Selectie

### Heren
| No. | Naam              | Land      | Positie         |
| --- | ----------------- | --------- | --------------- |
| 1   | Gijs Jorna        | Nederland | Libero          |
| 2   | Thomas Koelewijn  | Nederland | Middenaanvaller |
| 3   | Daan van Haarlem  | Nederland | Spelverdeler    |
| 4   | Stefan Taanman    | Nederland | Passer-loper    |
| 5   | Freek Michel      | Nederland | Passer-loper    |
| 6   | Ryan Anselma      | Nederland | Middenaanvaller |
| 7   | Ewoud Gommans     | Nederland | Passer-loper    |
| 8   | Frank Lubberts    | Nederland | Spelverdeler    |
| 9   | Brian Schouren    | Nederland | Passer-loper    |
| 10  | Jasper Diefenbach | Nederland | Middenaanvaller |
| 11  | Robin Overbeeke   | Nederland | Diagonaal       |
| 12  | Bas van Bemmelen  | Nederland | Middenaanvaller |
| 13  | Stephan Brokking  | Nederland | Passer-loper    |

Coach: Ron Zwerver  Nederland